# Liste der Beratenden Chirurgen der Wehrmacht
In der Wehrmacht standen die Beratenden Chirurgen den Wehrkreisen und Armeeführungen zur Seite. Als ausgewiesene Chirurgen und Reserveoffiziere hatten sie im Zweiten Weltkrieg maßgeblichen Einfluss auf sanitätsdienstliche Grundsatzentscheidungen. Für Lehrstuhlinhaber war es eine Ehrenpflicht, sich selbst oder Oberärzte zur Verfügung zu stellen.

## Liste
| Rang (Reserve)                                            | Name                       | Wehrkreis                     | Wehrbezirkskommando               | Zivile Stellung |
| --------------------------------------------------------- | -------------------------- | ----------------------------- | --------------------------------- | --- |
| Oberstabsarzt                                             | Wilhelm Baetzner           |                               |                                   | Ärztlicher Direktor vom Sankt-Gertrauden-Krankenhaus                                                                     |
| Oberfeldarzt                                              | Karl Heinrich Bauer        | VIII                          | Breslau                           | Ordinarius in Breslau und Heidelberg                                                                                     |
| Oberstarzt                                                | Johannes Becker            | VIII                          | Gleiwitz                          | Chef in Beuthen und Blankenburg (Harz)                                                                                   |
| Oberfeldarzt                                              | Friedrich Bernhard         | IX                            | Gießen                            | 1938 Ordinarius in Gießen                                                                                                |
| Oberfeldarzt                                              | Max Biebl                  | XI                            | Magdeburg                         | Chef im Krankenhaus Magdeburg-Altstadt                                                                                   |
| Oberfeldarzt                                              | Lorenz Böhler              | XVII                          | Wien 4                            | Rudolfspital Wien |
| Oberfeldarzt                                              | Georg Brandt               | XII                           | Darmstadt                         | Chef im Städtischen Krankenhaus Mainz                                                                                    |
| Oberfeldarzt                                              | Burghard Breitner          | XVIII                         | Innsbruck                         | Ordinarius im Landeskrankenhaus Innsbruck                                                                                |
| Generalarzt                                               | Heinrich Bürkle de la Camp | Luftflotte                    |                                   | Direktor des Berufsgenossenschaftlichen Unfallkrankenhauses Bergmannsheil                                                |
| Oberstarzt                                                | Georg Büttner              | XX                            | Danzig                            | Chef im Diakonissenkrankenhaus Danzig, SS-Obersturmführer                                                                |
| Oberstarzt                                                | Otto Chiari                | XVIII                         | Innsbruck                         | Universität Innsbruck |
| Oberstarzt                                                | Hermann Coenen             | VI                            | Münster                           | Münster |
| Oberfeldarzt                                              | Fritz Demmer               | XVII                          | Wien 1                            | Chef in Tirana und Wien                                                                                                  |
| Oberfeldarzt                                              | Wolfgang Denk              | XVII                          | Wien 1                            | Chef 2. Chirurgie in Wien                                                                                                |
| Stabsarzt                                                 | Hermann Domrich            | III                           | Berlin 6                          | Oberarzt an der Charité                                                                                                  |
| Oberstarzt                                                | Gerhard Düttmann           | VI                            | Essen 1                           | Chef im Elisabeth-Krankenhaus Essen                                                                                      |
| Oberstabsarzt                                             | German Eichelter           | XVII                          | Wien 1                            | Primarius am Mautner Markhof’schen Kinderspital                                                                          |
| Oberfeldarzt                                              | Erich Eichhoff             | VI                            | Köln 1                            | Chef im Elisabeth-Krankenhaus Köln-Hohenlind                                                                             |
| Oberstabsarzt                                             | Karl Erb                   | XI                            | Halberstadt                       | nach dem Krieg Chef im Ev. Krankenhaus Gelsenkirchen                                                                     |
| Oberfeldarzt                                              | Willi Felix                | III                           | Berlin 9                          | Chef in drei Berliner Krankenhäusern, Sauerbruch-Nachfolger an der Charité                                               |
| Oberstabsarzt                                             | Wilhelm Fick               | III                           | Berlin 10                         | Ärztlicher Direktor des Rudolf-Virchow-Krankenhauses                                                                     |
| Oberstabsarzt                                             | Wilhelm Fischer            | X                             | Kiel                              | Ordinarius in Kiel |
| Oberstarzt                                                | Emil Karl Frey             | VI                            | Düsseldorf                        | kommandiert nach Düsseldorf und München, 1945 Ordinarius in München                                                      |
| Oberstabsarzt                                             | Sigurd Frey                | I                             | Königsberg (Preußen)              | Facharzt in Königsberg, ab 1945 Professor in Hannover                                                                    |
| SS-Gruppenführer und Generalleutnant der Waffen-SS (San.) | Karl Gebhardt              | Reichsarzt SS                 | 1939 beim Korpsarzt der Waffen-SS | 1948 hingerichtet |
|                                                           | Otto Goetze                |                               |                                   | Ordinarius in Erlangen, 1951/52 Rektor                                                                                   |
| Oberstabsarzt                                             | Erwin Gohrbandt            | III                           | Berlin 6                          | 1942 beim Chef des Sanitätswesens der Luftwaffe, bis 1958 Ärztlicher Direktor des Krankenhauses Moabit                   |
| Stabsarzt                                                 | Paul Gohrbandt             | III                           | Berlin 6                          | Bruder von Erwin Gohrbandt                                                                                               |
| Oberstarzt                                                | Nicolai Guleke             | IX                            | Weimar                            | nach 1945 Ordinarius in Jena                                                                                             |
| Generalarzt                                               | Hans von Haberer           | VI (?)                        | Köln 1                            | Rektor der Universität zu Köln                                                                                           |
| Oberfeldarzt                                              | Hans Hadenfeldt            | III                           | Berlin 6                          | LVA-Arzt, a.o. Professor in Berlin                                                                                       |
| Oberfeldarzt                                              | Carl Häbler                |                               |                                   | Nach 1945 Chef im Clementinenhaus                                                                                        |
| Oberstabsarzt                                             | Rudolf Haecker             | VII                           | Augsburg                          | 1922 Chef im Alten Hauptkrankenhaus                                                                                      |
| Oberstabsarzt                                             | Heinrich Hammel            | XII                           | Neustadt an der Weinstraße        | Privatdozent für Urologie in Heidelberg, Chef in Neustadt                                                                |
| Oberstarzt                                                | Ernst Heller               | IV                            | Leipzig                           | Chef, 1945 Ordinarius in Leipzig                                                                                         |
| Oberstabsarzt                                             | Hans Hellner               | VI                            | Münster                           | nach 1945 Ordinarius in Göttingen                                                                                        |
| Oberstabsarzt                                             | Karl-Ewald Herlyn          | XI                            | Göttingen                         | Oberarzt an der Universitätsklinik Göttingen                                                                             |
| Oberstarzt                                                | Siegfried Hoffheinz        | I                             | Königsberg (Preußen)              | a.o. Professor an der Albertus-Universität                                                                               |
| Stabsarzt                                                 | Manfred Holzlöhner         | VI                            | Hagen                             | wohl Vertreter |
| Oberfeldarzt                                              | Arthur Hübner              | III                           | Berlin 9                          | niedergelassen, nach 1945 Ärztlicher Direktor in Berlin-Grunewald                                                        |
| Oberstabsarzt                                             | Felix Jaeger               | VII                           | München 1                         | Oberarzt bei Georg Magnus                                                                                                |
| Oberstabsarzt                                             | Hermann Kästner            | IV                            | Bautzen                           | Ärztlicher Direktor der Städtischen Krankenanstalt Bautzen                                                               |
| Oberstabsarzt                                             | Hans Killian               | V, 16. Armee                  | Freiburg im Breisgau              | Ordinarius in Breslau |
| Oberfeldarzt                                              | Otto Kingreen              | ?                             | ?                                 | Greifswald |
| Oberfeldarzt                                              | Martin Kirschner           | XII                           | Heidelberg                        | Ordinarius in Heidelberg                                                                                                 |
| Stabsarzt                                                 | Friedrich Klages           | IV                            | Halle (Saale)                     | Oberarzt in Halle |
| Oberstarzt                                                | Rudolf Klapp               | IX                            | Marburg                           | Ordinarius an der Philipps-Universität Marburg                                                                           |
|                                                           | Georg Ernst Konjetzny      |                               |                                   | |
| Oberstabsarzt                                             | Ernst Kraas                | IV                            | Halle                             | Oberarzt in Halle, SS-Obersturmführer                                                                                    |
| Oberstarzt                                                | Hermann Krauß              | III                           | Berlin 6                          | Chef im Klinikum Am Urban                                                                                                |
| Generalarzt                                               | Lothar Kreuz               | III                           | Berlin 9                          | Ordinarius für Orthopädie, Rektor der Friedrich-Wilhelms-Universität Berlin, SS-Standartenführer                         |
| Stabsarzt                                                 | Gerhard Küntscher          | X                             | Kiel                              | Oberarzt bei Wilhelm Anschütz und Wilhelm Fischer in Kiel                                                                |
| Oberfeldarzt                                              | Heinrich Kuntzen           | IV                            | Chemnitz 1                        | a.o. Professor in Leipzig                                                                                                |
| Generalarzt                                               | Arthur Läwen               | I                             | Königsberg                        | Ordinarius in Königsberg                                                                                                 |
| Oberstabsarzt                                             | Max Lebsche                | VII                           | München 2                         | a.o. Professor, Chef des Standortlazaretts München                                                                       |
| Oberstarzt                                                | Johann Carl Lehmann        | II                            | Rostock                           | Ordinarius in Rostock |
| Oberstabsarzt                                             | August Lindemann           | VI                            | Düsseldorf                        | Erster Ordinarius für Kieferchirurgie der Medizinischen Akademie Düsseldorf                                              |
| Oberstabsarzt                                             | Kurt Lindemann             | XI                            | Hannover 1/2                      | Chef im Annastift (Hannover), a.o. Professor                                                                             |
| Oberfeldarzt                                              | Max Madlener               | VI                            | Düsseldorf                        | o. Professor an der Medizinischen Akademie Düsseldorf                                                                    |
|                                                           | Georg Magnus               |                               |                                   | |
| Oberstarzt                                                | Walter Müller              | I                             | Königsberg 1/2                    | Chef der Orthopädischen Klinik Hindenburghaus in Königsberg (siehe Heinrich Hoeftman)                                    |
| Oberstabsarzt                                             | Walter Nell                | XI                            | Göttingen                         | Oberarzt in Göttingen |
| Oberstabsarzt                                             | Hermann Nieden             | VI                            | Köln 1                            | Chef im Dreifaltigkeits-Krankenhaus Köln, Obersturmführer                                                                |
|                                                           | Viktor Orator              | 2. Armee                      |                                   | Chef in Duisburg, nach 1945 Primararzt im Städtischen Krankenhaus Wiener Neustadt                                        |
| Oberstarzt                                                | Fritz Partsch              | VI                            | Duisburg                          | Chef in Duisburg, Sturmarzt bei der SA                                                                                   |
| Oberstarzt                                                | Herbert Peiper             | III                           | Berlin 10                         | 1945 Professor an der Johannes Gutenberg-Universität Mainz                                                               |
| Oberfeldarzt                                              | Wendelin Pfanner           | XVIII                         | Innsbruck                         | |
| Stabsarzt                                                 | Hugo Puhl                  | IX                            | Kassel                            | a.o. Professor an der Christian-Albrechts-Universität zu Kiel und der Ernst-Moritz-Arndt-Universität Greifswald († 1943) |
| Oberstarzt                                                | Eduard Rehn                | V                             | Freiburg im Breisgau              | Ordinarius in Freiburg, sp. Chef in Ettenheim                                                                            |
| Oberstarzt                                                | Rudolf Reichle             | V                             | Stuttgart 1/2                     | Marienhospital Stuttgart                                                                                                 |
| Oberstabsarzt                                             | Thomas Carl Reimers        | XIII                          | Würzburg                          | a.o. Professor am Luitpold-Krankenhaus, sp. Chef in Wuppertal                                                            |
| Oberstabsarzt                                             | Karl Reschke               | II                            | Stettin                           | o. Professor in Greifswald                                                                                               |
| Stabsarzt                                                 | Wilhelm Rieder             | IV                            | Leipzig 2                         | Ordinarius in Leipzig, nach 1945 Chef in Bremen                                                                          |
|                                                           | Paul Rostock               |                               |                                   | |
| Generalarzt                                               | Ferdinand Sauerbruch       | Sanitätsabteilung Groß-Berlin |                                   | Ordinarius der Charité                                                                                                   |
| Oberfeldarzt                                              | Erich Schempp              | V                             | Stuttgart 2                       | Chef im Stuttgarter Wilhelmhospital                                                                                      |
| Oberstarzt                                                | Carl Schindler             | VI                            | Solingen                          | nach 1945 Leitender Arzt am Nymphenburger Krankenhaus                                                                    |
| Stabsarzt                                                 | Helmut Schmidt             | VI                            | Solingen                          | Chef in Remscheid |
| Generalarzt                                               | Victor Schmieden           | IX                            | Frankfurt am Main                 | Ordinarius an der Johann Wolfgang Goethe-Universität Frankfurt am Main                                                   |
| Oberstabsarzt                                             | Erich Schneider            | III                           | Frankfurt (Oder)                  | Chef in Frankfurt (Oder), Hauptsturmführer                                                                               |
| Oberstarzt                                                | Leopold Schönbauer         | XVII                          | Wien 2                            | Ordinarius im Allgemeinen Krankenhaus der Stadt Wien                                                                     |
| Oberfeldarzt                                              | Paul Seeliger              | VI                            | Gelsenkirchen                     | 1931–1941 Chef im Knappschaftskrankenhaus Bottrop                                                                        |
| Stabsarzt                                                 | Hans von Seemen            | II                            | Greifswald                        | Ordinarius der Universität Graz und der Universität Greifswald                                                           |
| Oberstarzt                                                | Ernst Seifert              | XIII                          | Würzburg                          | Ordinarius und Rektor an der Julius-Maximilians-Universität Würzburg, Obersturmbannarzt                                  |
| Stabsarzt                                                 | Paul Seulberger            | IX                            | Mühlhausen/Thüringen              | Chef in Nordhausen und Bad Sachsa                                                                                        |
|                                                           | Wilhelm Siemens            |                               |                                   | |
| Oberstarzt                                                | Hans Smidt                 | X                             | Bremen 1                          | Chef in Bremen |
| Oberstabsarzt                                             | René Sommer                | VI                            | Dortmund                          | a.o. Professor in Greifswald († 1941)                                                                                    |
|                                                           | Erich Sonntag              |                               |                                   | |
|                                                           | Franz Spath                |                               |                                   | |
| Oberstabsarzt                                             | Fritz Starlinger           | XVII                          | Wien 1                            | Chef im Kaiser-Franz-Joseph-Ambulatorium und Jubiläumsspital                                                             |
|                                                           | Rudolf Stich               |                               |                                   | |
| Oberstabsarzt                                             | Alexander Stieda           | IV                            | Halle                             | Neurochirurg in Halle |
| Oberarzt                                                  | Kurt Strauß                | Protektorat Böhmen und Mähren | Prag                              | apl. Professor an der Karl-Ferdinands-Universität                                                                        |
| Oberfeldarzt                                              | Odorico von Susani         | XVIII                         | Graz                              | Primarius in Graz |
| Oberstabsarzt                                             | Otto Thies                 | V                             | Tübingen                          | 1944 Professur in Tübingen                                                                                               |
| Generalarzt (Luftwaffe)                                   | Wilhelm Tönnis             |                               |                                   | |
| Stabsarzt                                                 | Gerhard Usadel             | XII                           | Heidelberg                        | Heilbronn |
| Oberstarzt                                                | Willy Usadel               | V                             | Tübingen                          | Ordinarius an der Eberhard Karls Universität Tübingen                                                                    |
| Oberfeldarzt                                              | Karl Vogeler               | II                            | Stettin 1                         | Chef in Stettin |
| Oberarzt                                                  | Johannes Volkmann          | IV                            | Halle                             | Chef im Bergmannstrost Halle                                                                                             |
|                                                           | Werner Wachsmuth           |                               |                                   | |
|                                                           | Wilhelm Wagner             |                               |                                   | |
| Stabsarzt                                                 | Heinrich Westhues          | XIII                          | Fürth                             | 1939 o. Prof.im Reichsdienst, a.o. Professor an der Friedrich-Alexander-Universität Erlangen                             |
| Oberfeldarzt                                              | Oskar Wiedhopf             | XII                           | Wiesbaden                         | Chef im Paulinenstift Wiesbaden, Ordinarius in Marburg                                                                   |
| Oberstarzt                                                | Hans Wildegans             | III                           | Berlin 8                          | Ärztlicher Direktor des Bethanien (Berlin).                                                                              |
| Oberstabsarzt                                             | Immo Wymer                 | VII                           | München 2                         | Chef in der Diakonissenanstalt München                                                                                   |